# Римский морской договор (1931)
Римский морской договор 1931 года — трёхсторонний договор об ограничении военно-морских вооружений между Великобританией, Францией и Италией, подписанный в Риме 1 марта 1931 года. Устанавливал некоторые лимиты на развитие военно-морских сил Франции и Италии, но не решил все спорные вопросы.

## Предпосылки
21 января 1930 года в Лондоне открылась конференция по ограничению военно-морских вооружений с участием Великобритании, США, Японии, Италии и Франции. В ходе переговоров возникли острые противоречия между участниками, в результате чего выработанный на конференции Лондонский морской договор был подписан 22 апреля 1930 года лишь Великобританией, США и Японией. Франция и Италия от подписания договора отказались.
После Лондонской конференции отношения между Францией и Италией резко обострились. Обе страны стали на путь гонки военно-морских вооружений. В сложившейся ситуации Великобритания предложила сторонам свои посреднические услуги, что привело к началу трёхсторонних переговоров в феврале 1931 года.

## Условия
Римский морской договор, известный также как Римский пакт, был подписан 1 марта 1931 года в Риме. Договор состоял из трёх частей и всего включал семь пунктов. В договоре оговаривались как общие положения, так и конкретные ограничения в структуре и развитии флотов стран-участниц, с учётом условий Вашингтонского и Лондонского морских договоров.
- Италия и Франция могли до 31 декабря 1936 года построить авианосцы общим водоизмещением 34 000 тонн (Часть I, пункт a).
- Италия и Франция могли до 31 декабря 1936 года построить по два линкора водоизмещением не более 23 333 тонн каждый (Часть I, пункт b).
- Общий тоннаж линкоров для Италии и Франции устанавливался по 181 000 тонн, вместо 175 000 тонн по Вашингтонскому соглашению (Часть I, пункт c).
- После выполнения судостроительных программ 1930 года запрещалось строительство новых тяжёлых крейсеров (Часть II, пункт a).
- Тоннаж новых лёгких крейсеров и эсминцев не должен был превышать тоннажа соответствующих боевых единиц, выводимых из состава флотов до 31 декабря 1936 года (Часть II, пункт b).
- Великобритания, Италия и Франция обязались до 31 декабря 1936 года не заменять эсминцы, находящиеся в строю менее 16 лет (Часть II, пункт b)[2].
- После выполнения кораблестроительных программ 1930 года вводился запрет на строительство подводных лодок. Дальнейшую судьбу ПЛ должна была решить Женевская конференция (Часть II, пункт c).
- Франция и Италия принимали на себя обязательства в части III Лондонского договора 1936 года, в той мере, в какой они не противоречили Римскому договору (Часть III, пункт a).
- Постоянные пропорции между флотами не определялись, вопрос о замене кораблей устаревших к 31 декабря 1936 года оставался открытым (Часть III, пункт b)[3].

## Последствия
В результате заключения Римского морского договора, каждая из сторон могла рассматривать этот документ как выгодный для себя в некоторых аспектах. Великобритания сохранила перевес над Италией и Францией в количестве тяжёлых крейсеров и рассчитывала, что новые линкоры этих стран будут слабее британских. Франция сохраняла перевес над всеми морскими державами в общем тоннаже подводных лодок и перевес над Италией в большинстве классов кораблей. Италии удалось зафиксировать равенство с Францией в количестве тяжёлых крейсеров — 7:7.